# 帕特里克王子岛

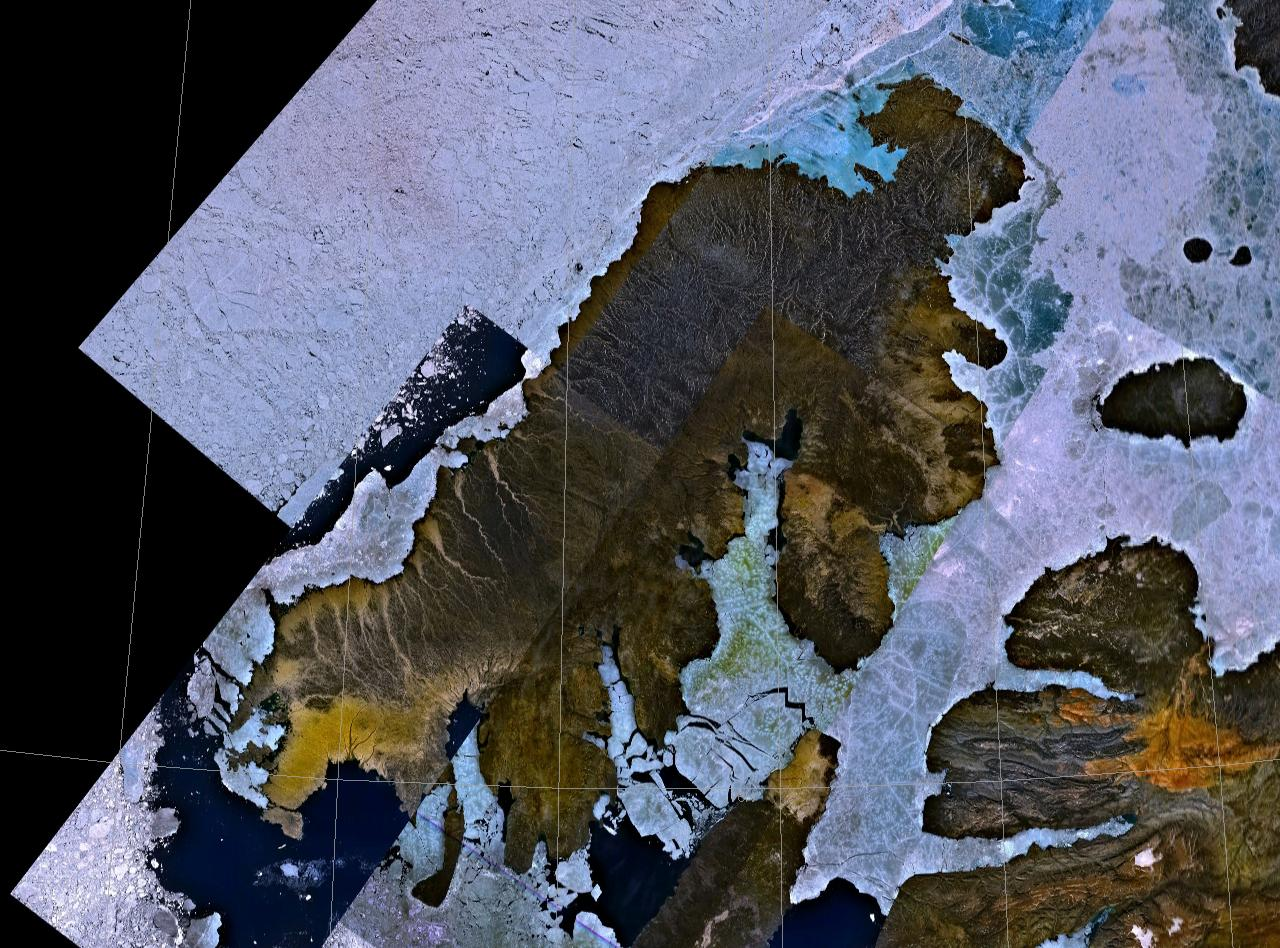
帕特里克王子島

帕特里克王子岛是加拿大北极群岛中的一个岛屿，是伊丽莎白女王群岛中最西的岛屿，隶属加拿大西北领地。该岛总面积15,848 km2 (6,119 sq mi)，为世界第55大岛，加拿大第14大岛。帕特里克王子岛发现于1853年，之后以帕特里克王子阿瑟·威廉·帕特里克·阿尔伯特命名。